# Bonania elliptica
Bonania elliptica är en törelväxtart som beskrevs av Ignatz Urban. Bonania elliptica ingår i släktet Bonania och familjen törelväxter.

## Underarter
Arten delas in i följande underarter:
- B. e. elliptica
- B. e. spinosa